# مون سوک
مون سوک (کره‌ای: 문숙؛ زادهٔ ۱۹ مه ۱۹۵۴) بازیگر اهل کره جنوبی است. او به خاطر ایفای نقش در مجموعه‌های تلویزیونی همچون شکارچیان شگفت‌انگیز, آشوب زن و شوهری و عاشقان آسمان سرخ شناخته می‌شود. او همچنین در فیلم‌های سایه‌های قلب و اعلام وضعیت اضطراری بازی کرده‌است. در دههٔ ۱۹۷۰، او «آدری هپبورن کره» به دلیل شباهتش با آن بازیگر نامیده می‌شد.

## فیلم‌شناسی

### مجموعه تلویزیونی
| سال       | عنوان              | نقش                   | منابع  |
| --------- | ------------------ | --------------------- | ------ |
| ۲۰۱۶      | حافظه              | هوانگ ته سون          | [ ۵ ]  |
| ۲۰۱۶      | دوران جوانی        | صاحبخانه              | [ ۶ ]  |
| ۲۰۱۷      | تونل               | هونگ هه وون           | [ ۷ ]  |
| ۲۰۱۸      | زندگی در مریخ      | کیم می یون            | [ ۸ ]  |
| ۲۰۱۸      | زیبایی درون        | مادر وو جین           | [ ۹ ]  |
| ۲۰۱۸      | آشوب زن و شوهری    | گو می سوک             | [ ۱۰ ] |
| ۲۰۱۸      | کشیش               | لی هه مین             | [ ۱۱ ] |
| ۲۰۱۸      | فقط برقص           | مادربزرگ هه جین       | [ ۱۲ ] |
| ۲۰۱۹      | خانواده مهربان     | میلک ویچ              | [ ۱۳ ] |
| ۲۰۱۹      | گوگو سونگ          | یو سون نیو            | [ ۱۴ ] |
| ۲۰۲۰      | لمس                | یون یونگ هی           | [ ۱۵ ] |
| ۲۰۲۰      | کارآموز تازه‌کار    | اوه کیونگ / آناستازیا | [ ۱۶ ] |
| ۲۰۲۰      | اس‌اف۸              | مادر جونگ این         | [ ۱۷ ] |
| ۲۰۲۰–۲۰۲۳ | شکارچیان شگفت‌انگیز | وی گن                 | [ ۱۸ ] |
| ۲۰۲۱      | عاشقان آسمان سرخ   | سامشین                | [ ۱۹ ] |
| ۲۰۲۳      | Castaway Diva      | گو سان هی             |        |